# Сейлем (Індіана)
Сейлем (англ. Salem) — місто (англ. city) в США, в окрузі Вашингтон штату Індіана. Населення — 6371 особа (2020).

## Географія
Сейлем розташований за координатами 38°36′17″ пн. ш. 86°5′50″ зх. д. / 38.60472° пн. ш. 86.09722° зх. д. (38.604769, -86.097260).  За даними Бюро перепису населення США в 2010 році місто мало площу 10,41 км², з яких 10,36 км² — суходіл та 0,05 км² — водойми.

## Демографія
Згідно з переписом 2010 року, у місті мешкало 6319 осіб у 2622 домогосподарствах у складі 1599 родин. Густота населення становила 607 осіб/км².  Було 2932 помешкання (282/км²).
Расовий склад населення:
| - 97,5 % — білих - 0,6 % — азіатів - 0,4 % — чорних або афроамериканців - 0,3 % — корінних американців |

До двох чи більше рас належало 0,9 %. Частка іспаномовних становила 1,0 % від усіх жителів.
За віковим діапазоном населення розподілялося таким чином: 24,0 % — особи молодші 18 років, 58,4 % — особи у віці 18—64 років, 17,6 % — особи у віці 65 років та старші. Медіана віку мешканця становила 38,3 року. На 100 осіб жіночої статі у місті припадало 86,9 чоловіків;  на 100 жінок у віці від 18 років та старших — 83,9 чоловіків також старших 18 років.
Середній дохід на одне домашнє господарство  становив 40 537 доларів США (медіана — 31 980), а середній дохід на одну сім'ю — 50 926 доларів (медіана — 43 783). Медіана доходів становила 37 949 доларів для чоловіків та 31 220 доларів для жінок. За межею бідності перебувало 22,2 % осіб, у тому числі 29,7 % дітей у віці до 18 років та 13,0 % осіб у віці 65 років та старших.
Цивільне працевлаштоване населення становило 2354 особи. Основні галузі зайнятості: освіта, охорона здоров'я та соціальна допомога — 24,4 %, виробництво — 20,2 %, роздрібна торгівля — 11,7 %, фінанси, страхування та нерухомість — 7,1 %.